# Сан Лацаро ди Савена
Сан Лацаро ди Савена (итал. San Lazzaro di Savena) је насеље у Италији у округу Болоња, региону Емилија-Ромања.
Према процени из 2011. у насељу је живело 22350 становника. Насеље се налази на надморској висини од 68 м.

## Становништво
| 1931. | 1936. | 1951. | 1961.  | 1971.  | 1981.  | 1991.  | 2001.  | 2011.  |
| ----- | ----- | ----- | ------ | ------ | ------ | ------ | ------ | ------ |
| 7.854 | 8.349 | 8.656 | 12.028 | 23.717 | 28.596 | 30.312 | 29.446 | 31.091 |